# Cardona, Rizal
Cardona là một đô thị hạng 3 ở tỉnh Rizal, Philippines. Theo điều tra dân số năm 2007, đô thị này có dân số 44.942 người.

## Barangay
Cardona được chia thành 18 barangay.
| - Balibago - Boor - Calahan - Dalig, Kuhala - Del Remedio (Pob.) - Iglesia [Liwanag](Pob.) - Lambac - Looc - Malanggam-Calubacan | - Nagsulo - Navotas - Patunhay,Longos - Real (Pob.) - Sampad - San Roque (Pob.) - Subay - Ticulio - Tuna (Hollywood Tuna) |